# Маргарита Бургундська (королева Франції)
Маргарита Бургундська (1290 — 30 квітня 1315, замок Шато-Гайяр) — королева Франції з 1314 по 1315 рік (номінально).

## Біографія
Батьки: Роберт II, герцог Бургундський і король Фессалонікський та Агнеса Французька, дочка короля Франції Людовіка IX Святого та Маргарити Прованської.
23 вересня 1305 року було видано заміж за майбутнього короля Людовика X, сина королеви Наварри Іоанни I та короля Франції Філіппа IV. В цьому ж році захворів батько і в наступному році помер, залишивши спадкоємцем сина Гуго V.
У 1314 році на пару з Бланкою Бургундською була викрита в подружній невірності і ув'язнена в фортецю Шато-Гайяр, де, швидше за все, була убита, коли її чоловікові Людовику X захотілося одружитися вдруге — на Клеменц Угорській.
Відносно єдиної дочки Маргарити — майбутньої королеви Наварри Жанни II — були сумніви, народжена вона від Людовика або від конюшого Філіпа д'Оне, коханця Маргарити. Ці сумніви зіграли не останню роль у справі усунення Жанни від успадкування корони Франції, і прийнятті так званого салічного закону, який в свою чергу, зрештою, призвів до переривання основної гілки династії Капетингів і початку Столітньої війни. Сама Жанна як відступні отримала титул правлячої королеви Наварри, яка у свою чергу знову ставала незалежним королівством (і яку могла б успадкувати тільки від Людовика, тобто цим самим її на ділі визнали закононародженою).

## Маргарита в мистецтві
Маргарита Бургундська є однією з героїнь циклу історичних романів «Прокляті королі» французького письменника Моріса Дрюона.
Головна героїня п'єси Фредеріка Гайярда «Нельська вежа» (1832), повністю переробленої Олександром Дюма. Зразок французької романтичної мелодрами не має нічого спільного з історичною правдою. Автор демонізував Маргариту, приписавши їй безліч коханців, які розплачувалися життям за ніч, проведену з королевою, подібно легендам про Клеопатру.